# Filipe Albuquerque
Pour les articles homonymes, voir Albuquerque (homonymie).
Filipe Albuquerque, né le 13 juin 1985 à Coimbra (Portugal), est un pilote automobile portugais.

## Biographie

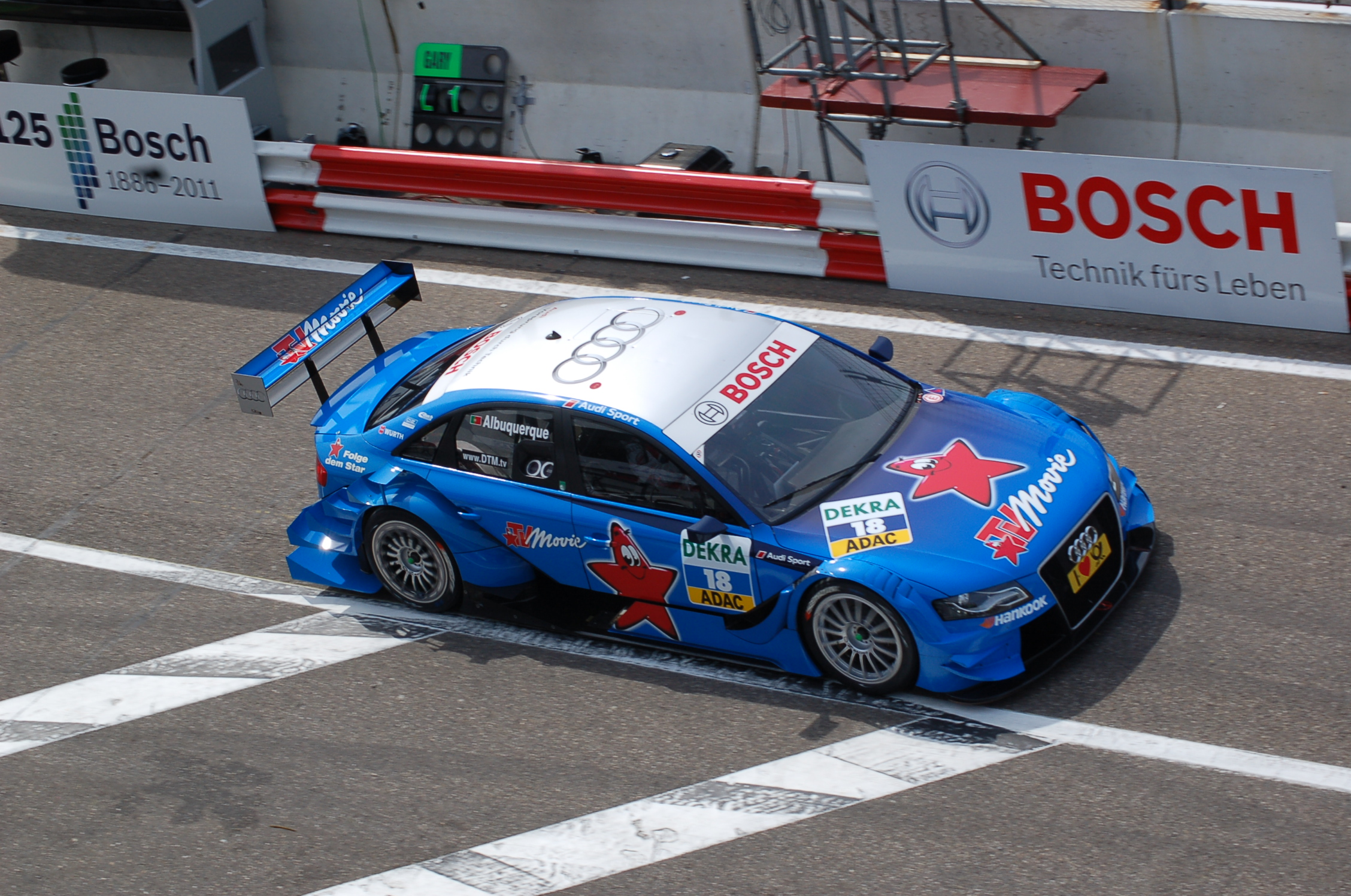
Filipe Albuquerque en DTM en 2011

Filipe Albuquerque a commencé sa carrière en karting en 1993. Ce qui n'est alors qu'un simple divertissement devient rapidement une passion pour le jeune Portugais qui remporte deux titres nationaux. Logiquement, il ambitionne de passer au sport automobile, mais se heurte aux budgets nécessaires pour financer ses débuts en monoplace. Le salut vient du sponsor autrichien Red Bull qui l'incorpore à son programme de formation de jeunes pilotes et prend en charge sa carrière.
En 2005, il fait ses débuts en monoplace dans le championnat d'Espagne de Formule 3, puis participe plus tard dans la saison aux championnats allemands et européens (l'Eurocup) de Formule Renault en remplacement d'un autre pilote Red Bull. Immédiatement performant, il est confirmé pour le reste de l'année. 6e du championnat d'Espagne de Formule 3, 3e du championnat d'Allemagne de Formule Renault et 5e de l'Eurocup Formule Renault, il se classe en fin de saison meilleur débutant des trois compétitions à laquelle il a participé. En 2006, il se concentre sur la Formule Renault et s'impose dans le championnat d'Europe du Nord (émanation de l'ancien championnat d'Allemagne) ainsi que dans la relevée Eurocup, continuant de s'affirmer ainsi comme l'un des pilotes les plus prometteurs du Red Bull Junior Team.
En 2007, Albuquerque poursuit sa progression en disputant les World Series by Renault, au sein de l'écurie Épsilon Euskadi. Il s'y montre relativement performant avec la quatrième place finale du championnat et une victoire en Hongrie. Durant l'année, il effectue également deux piges en GP2 Series dans les écuries Racing Engineering (en remplacement d'Ernesto Viso, blessé, à Silverstone) et Arden International (en remplacement d'Adrian Zaugg, indisponible, à Valence).
Le début de carrière d'Albuquerque pourrait néanmoins être contrarié par sa rupture avec Red Bull à l'issue de la saison 2007. Ayant refusé de partir au Japon pour y disputer le championnat de Formula Nippon en 2008, il a en effet perdu le soutien financier du puissant sponsor autrichien.
En 2010, Filipe Albuquerque participe à la Race of Champions, affrontant notamment Sebastian Vettel, Michael Schumacher et Sébastien Loeb. Cette édition se déroule à Düsseldorf en Allemagne. Il bat Sebastian Vettel en demi-finales. Lors de la finale, Albuqerque bat Sébastien Loeb deux manches à une. Il devient alors le Champion des Champions 2010.
En 2011 et 2012, il participe au DTM avec une Audi A4 de 2008 puis une Audi A5.
En 2013, Filipe Albuquerque fait ses débuts aux 24 Heures de Daytona au volant d'une Audi R8 Grand-Am de l'écurie Alex Job Racing dans la classe GT.
Depuis 2014, il court en European Le Mans Series dans la catégorie LMP2 et court également pour Audi aux 24 Heures du Mans.

## Carrière
| Saisons   | Championnat               | Écuries                                | Courses | Pole positions | Victoires | Points | Classement final |
| 2005      | F3 espagnole              | Racing Engineering                     | 14      | 1              | 1         | 52     | 6e               |
| 2005      | Formule Renault Eurocup   | Motopark Academy                       | 14      | 3              | 0         | 63     | 5e               |
| 2005      | Formule Renault Allemande | Motopark Oschersleben                  | 14      | 6              | 4         | 273    | 3e               |
| 2006      | Formule Renault Eurocup   | Motopark Academy                       | 14      | 4              | 4         | 99     | 1er              |
| 2006      | Formule Renault NEC       | Motopark Academy                       | 14      | 2              | 4         | 312    | 1er              |
| 2007      | World Series by Renault   | Épsilon Euskadi                        | 13      | 0              | 1         | 63     | 4e               |
| 2007      | GP2 Series                | Racing Engineering Arden International | 2       | 0              | 0         | 0      | 32e              |
| 2007-2008 | A1 Grand Prix             | A1 Team Portugal                       | 8       | 0              | 0         | 54     | 11e              |

## Résultats enGP2 Series
| Saison | Écurie                                 | Courses disputées | Pole positions | Victoires | Podiums | Points inscrits | Classement |
| ------ | -------------------------------------- | ----------------- | -------------- | --------- | ------- | --------------- | ---------- |
| 2007   | Racing Engineering Arden International | 2                 | 0              | 0         | 0       | 0               | 32e        |

## Résultats en DTM
| Année | Voiture        | Équipe       | Courses disputés | Victoires | Pole positions | Podiums | Records du tour | Points inscrits | Classement |
| ----- | -------------- | ------------ | ---------------- | --------- | -------------- | ------- | --------------- | --------------- | ---------- |
| 2011  | Audi A4 DTM 08 | Team Rosberg | 10               | 0         | 0              | 1       | 0               | 9               | 12e        |
| 2012  | Audi A5 DTM    | Team Rosberg | 5                | 0         | 0              | 0       | 0               | 8               | 11e        |

## Résultats aux 24 heures du Mans
| Saison | Écurie                | Voiture                 | Coéquipiers                      | Classe | Tours | Pos.    | Class. Pos. |
| ------ | --------------------- | ----------------------- | -------------------------------- | ------ | ----- | ------- | ----------- |
| 2014   | Audi Sport Team Joest | Audi R18 e-tron quattro | Marco Bonanomi Oliver Jarvis     | LMP1-H | 25    | Abandon | Abandon     |
| 2015   | Audi Sport Team Joest | Audi R18 e-tron quattro | Marco Bonanomi René Rast         | LMP1   | 387   | 7e      | 7e          |
| 2016   | RGR Sport by Morand   | Ligier JS P2            | Ricardo González Bruno Senna     | LMP2   | 344   | 15e     | 10e         |
| 2017   | United Autosports     | Ligier JS P217          | William Owen Hugo de Sadeleer    | LMP2   | 362   | 5e      | 4e          |
| 2018   | United Autosports     | Ligier JS P217          | Phil Hanson Paul di Resta        | LMP2   | 288   | Abandon | Abandon     |
| 2019   | United Autosports     | Ligier JS P217          | Phil Hanson Paul di Resta        | LMP2   | 365   | 9e      | 4e          |
| 2020   | United Autosports     | Oreca 07                | Phil Hanson Paul di Resta        | LMP2   | 370   | 5e      | 1re         |
| 2021   | United Autosports USA | Oreca 07                | Phil Hanson Fabio Scherer        | LMP2   | 328   | 40e     | 18e         |
| 2022   | United Autosports USA | Oreca 07                | Phil Hanson Will Owen            | LMP2   | 366   | 14e     | 10e         |
| 2023   | United Autosports     | Oreca 07                | Phil Hanson Frederick Lubin (en) | LMP2   | 321   | 21e     | 11e         |

## Résultats aux 24 heures de Daytona
| Saison | Écurie                         | Voiture               | Coéquipiers                                                 | Classe | Tours | Pos. | Class. Pos. |
| ------ | ------------------------------ | --------------------- | ----------------------------------------------------------- | ------ | ----- | ---- | ----------- |
| 2013   | Audi Sport Customer Racing/AJR | Audi R8 LMS           | Oliver Jarvis Edoardo Mortara Dion von Moltke               | GT     | 678   | 9e   | 1re         |
| 2014   | Flying Lizard Motorsports      | Audi R8 LMS           | Seth Neiman Dion von Moltke Alessandro Latif (en)           | GTD    | 661   | 22e  | 5e          |
| 2015   | Starworks Motorsport           | Oreca FLM09           | Renger van der Zande Mirco Schultis Mike Hedlund Alex Popow | PC     | 731   | 43e  | 5e          |
| 2016   | Action Express Racing          | Chevrolet Corvette DP | João Barbosa Christian Fittipaldi Scott Pruett              | P      | 731   | 4e   | 4e          |
| 2017   | Mustang Sampling Racing        | Cadillac DPi-V.R      | João Barbosa Christian Fittipaldi                           | P      | 659   | 2e   | 2e          |
| 2018   | Mustang Sampling Racing        | Cadillac DPi-V.R      | João Barbosa Christian Fittipaldi                           | DPi    | 808   | 1re  | 1re         |
| 2019   | Mustang Sampling Racing        | Cadillac DPi-V.R      | João Barbosa Christian Fittipaldi                           | DPi    | 822   | 7e   | 7e          |
| 2020   | Whelen Engineering Racing      | Cadillac DPi-V.R      | Pipo Derani Felipe Nasr Mike Conway                         | DPi    | 573   | 9e   | 9e          |
| 2021   | Konica Minolta Acura ARX-05    | Acura ARX-05          | Hélio Castroneves Alexander Rossi Ricky Taylor              | DPi    | 807   | 1re  | 1re         |
| 2022   | Konica Minolta Acura ARX-05    | Acura ARX-05          | Will Stevens Alexander Rossi Ricky Taylor                   | DPi    | 761   | 2e   | 2e          |
| 2023   | Konica Minolta Acura ARX-06    | Acura ARX-06          | Louis Delétraz Brendon Hartley Ricky Taylor                 | GTP    | 783   | 2e   | 2e          |